# Maria da Penha

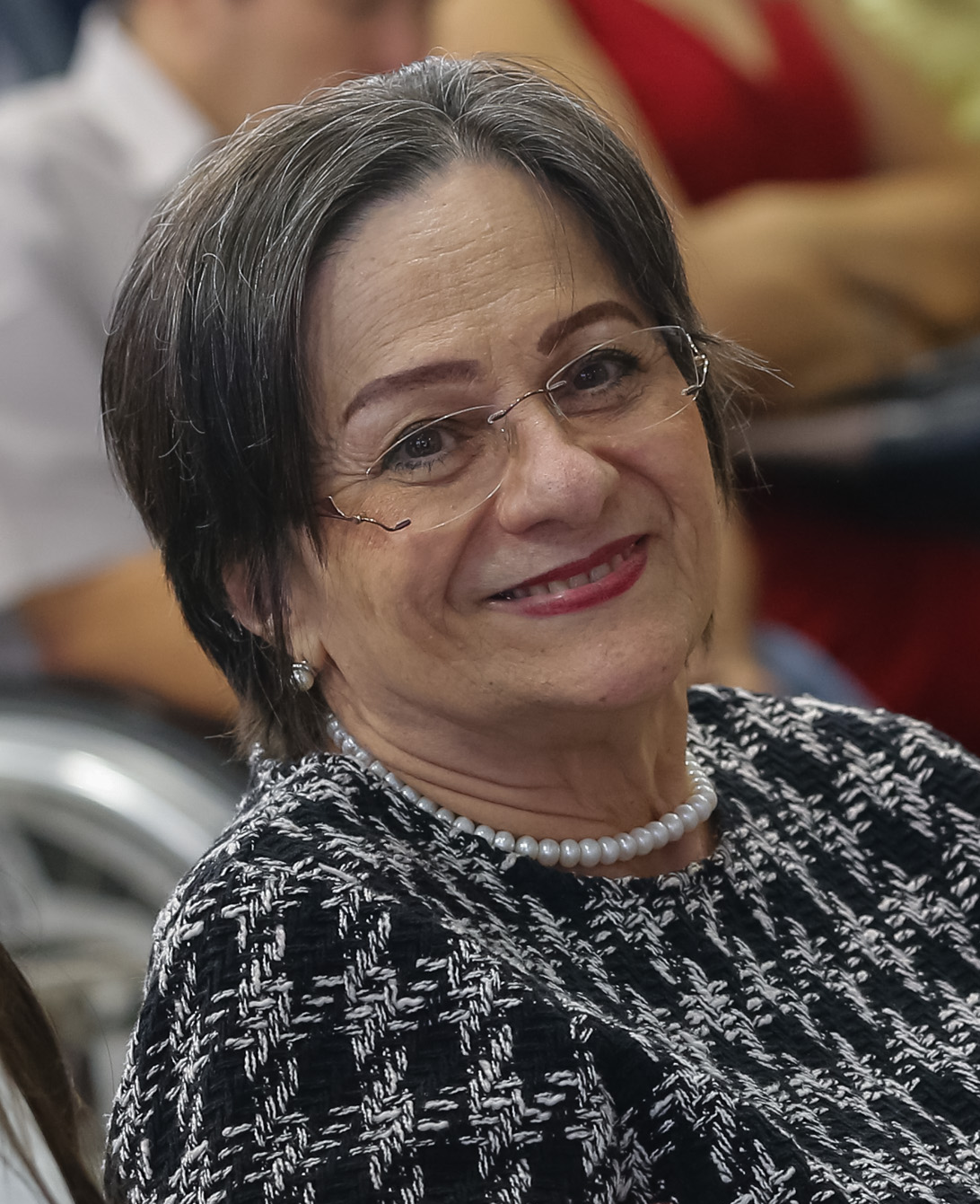
Maria da Penha

Maria da Penha Maia Fernandes (geb. 1. Februar 1945 in Fortaleza) ist eine brasilianische Menschenrechtlerin, die vor allem für ihren Einsatz für Frauenrechte bekannt ist.

## Leben
Da Penha absolvierte ihr Studium der Biochemie und Pharmazie an der Universität von São Paulo, wo sie auch ihren Masterabschluss in Parasitologie erlangte. Während ihres Studiums lernte sie Marco Antonio Heredia Viveros kennen, den sie 1976 heiratete. Das Paar zog nach Fortaleza zurück, wo ihre drei Töchter geboren wurden. Die Ehe nahm eine düstere Wendung, als Viveros gewalttätig wurde, nachdem er die brasilianische Staatsbürgerschaft erhalten hatte. Im Jahr 1983 wurde Maria da Penha Opfer eines versuchten Femizids durch ihren Ehemann, der sie zweimal zu töten versuchte; beim ersten Mal schoss er ihr in den Rücken, was zu ihrer Querschnittlähmung führte.

## Wirken
Da Penhas Leidensgeschichte führte zu einer wegweisenden Gesetzgebung gegen häusliche Gewalt in Brasilien. Nachdem ihr Fall jahrelang in den brasilianischen Gerichten keine Gerechtigkeit gefunden hatte, brachte sie ihn vor die Interamerikanische Menschenrechtskommission, was zu einer Verurteilung des brasilianischen Staates geführt hat. Dieses internationale Aufsehen trug im Jahr 2006 zur Schaffung des Maria-da-Penha-Gesetzes bei, das häusliche Gewalt unter strengere Strafen stellt und spezialisierte Gerichtshöfe sowie Frauenhäuser fordert. Das Gesetz ist als ein bedeutender Fortschritt im Kampf gegen die häusliche Gewalt anerkannt und hat das Leben vieler Frauen in Brasilien verändert. Maria da Penha ist weiterhin eine aktive Fürsprecherin für Frauenrechte und setzt sich vehement für die Durchsetzung des Gesetzes und die Aufklärung über häusliche Gewalt ein. Sie veröffentlichte zudem das Buch Sobrevivi… posso contar und gründete das Instituto Maria da Penha, das sich der Bekämpfung häuslicher Gewalt widmet.

## Auszeichnungen
Da Penha erhielt den Deutsch-Französischen Preis für Menschenrechte und Rechtsstaatlichkeit.